# 本所消防署

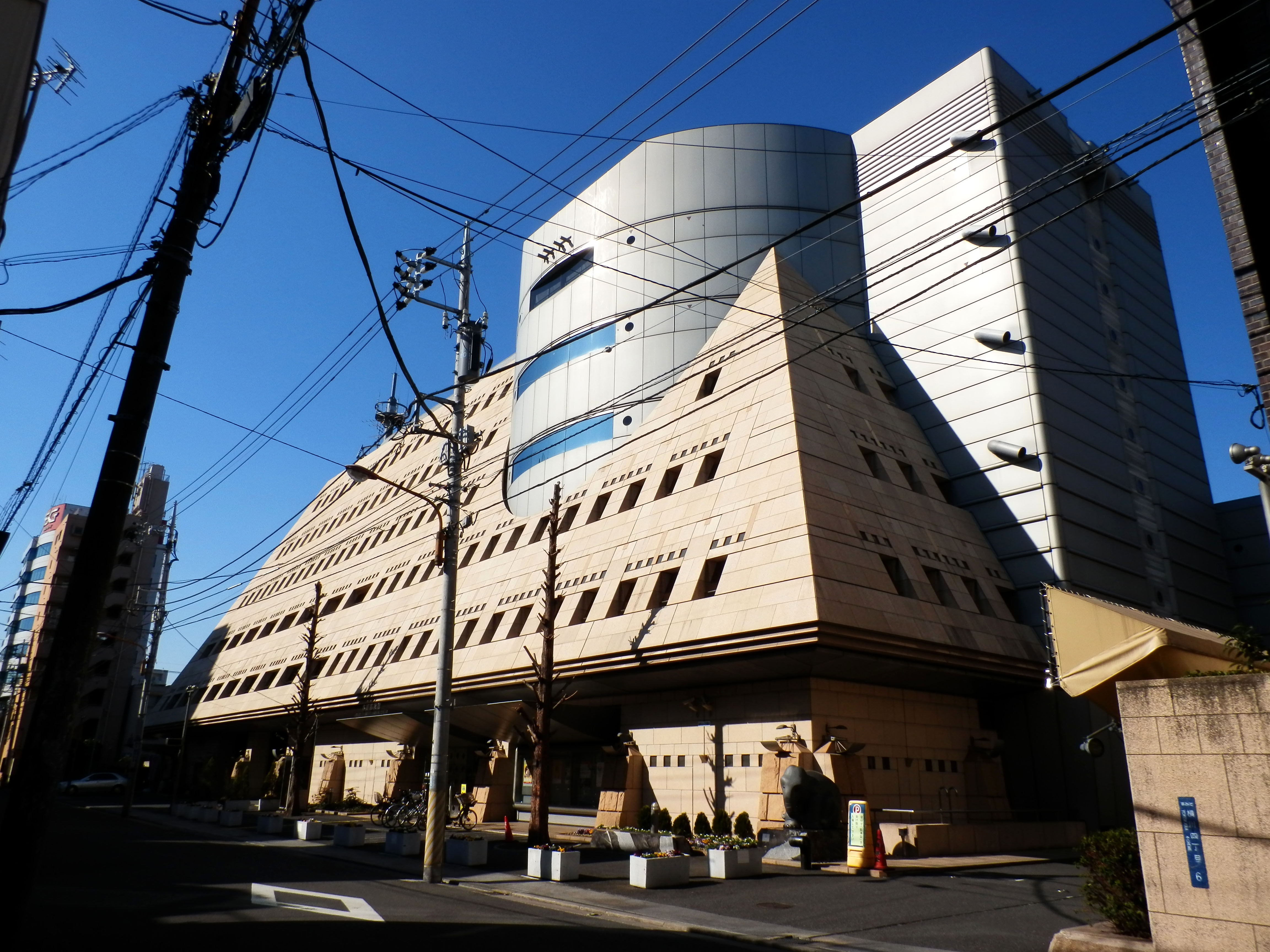
本所消防署・本所防災館

本所消防署（ほんじょしょうぼうしょ）は、東京都墨田区横川四丁目にある東京消防庁第七消防方面本部に所属する消防署。

## 概要
本所消防署は、墨田区の南側地区を主な管轄地域とする。

## 沿革
明治43年
本所出張所の設置 警視庁第六消防署本所出張所として設置される。
大正15年
本所消防署の開設
第六消防署から分離独立し、本所消防署に昇格。
昭和23年
自治体消防の発足
警察機構より分離独立。
東京消防庁本所消防署として業務を開始。
昭和23年
本所消防署の廃所
9月、機構改革により本所消防署の廃署。
向島消防署・城東消防署に統合。
昭和26年
本所消防署の復活
再度の機構改革により本所消防署の復活。
昭和33年
救急事務の開始
管内の救急需要の増大により、本所消防署(現東駒形出張所)に救急車が配置。
昭和39年
本署の庁舎新築
東駒形三丁目に本署庁舎(現東駒形出張所)が新築落成。
昭和48年
組織の改正
1本署 3出張所（緑・小梅・太平）
平成7年
本署庁舎移転
出張所の移転と名称変更
本所消防署が現庁舎（横川四丁目6番6号）に移転。
旧本署は東駒形出張所と名称変更した。
太平出張所は廃止
平成16年
車両の増強
10月、緑出張所に救急隊が発足。高規格救急車が配置。本署・東駒形に続き3隊目の救急隊となる。
平成17年
本所特別消火中隊発足(本所1・2)
平成23年
車両の増強
4月、緑出張所に日本橋消防署堀留出張所より空中作業車が配置。
平成24年
組織の変更
4月、本所特別消火中隊の指定を解除し、東駒形特別消火中隊に指定を変更。
車両の増強
査察広報車が1台増備され2台体制から3台体制に。

## 本署
- 東京都墨田区横川四丁目4-6
  - 普通消防ポンプ車
  - 水槽付ポンプ車
  - 普通ポンプ車(非常用ポンプ車)
  - 梯子車
  - 高規格救急車
  - 高規格救急車(非常用救急車)
  - 指揮隊車
  - 査察広報車
  - 人員輸送車

平成7年に東駒形三丁目の地(現：東駒形出張所)から移転した。近接して、東京消防庁本所都民防災教育センター（本所防災館）が併せて設置されている。

## 管轄地域
- 両国
- 千歳
- 菊川
- 緑

- 立川
- 江東橋
- 横網
- 亀沢

- 錦糸
- 石原
- 横川
- 業平

- 太平
- 吾妻橋
- 本所
- 東駒形

- 向島（一部）
- 押上（一部）

## 出張所
- 緑出張所
  - 墨田区緑四丁目1-8
  - 水槽付ポンプ車
  - 高規格救急車
  - 空中作業車

- 小梅出張所
  - 墨田区向島三丁目36-12
  - 普通ポンプ車
  - 小型ポンプ車
  - 小型ポンプ車(非常用ポンプ車)

- 東駒形出張所
  - 墨田区東駒形三丁目5-8
  - 普通ポンプ車
  - 高規格救急車
  - 救急普及啓発広報車(宝くじ号)

## その他

### 一日署長
- 市原隼人 - 2022年11月9日。スカイツリータウンでの消防演習を指揮した。